# Nyta Dover
Pour les articles homonymes, voir Dover.
Nyta Dover ou Nyta Doval, née Angélique Anita Antoinette Chvalkovsky le 17 mai 1927 à Vevey et morte le 13 avril 1998 à Fort Lauderdale dans l'État de Floride aux États-Unis, est une actrice suisse. Elle a principalement travaillé comme actrice en Italie et a ensuite été danseuse, chanteuse et personnalité mondaine aux États-Unis.

## Biographie
D'origine tchécoslovaque, fille du diplomate et ministre František Chvalkovský (en), elle naît à Vevey en 1927, sa mère d'origine française refusant de donner naissance à son enfant en Allemagne, où Chvalkovský est alors ambassadeur à Berlin. À la fin de la Seconde Guerre mondiale, elle trouve refuge à Lausanne, où elle se marie en septembre 1945 à un industriel milanais et obtient la nationalité italienne. Elle vit ensuite à Milan, mais son mari lui interdit toute activité autre que femme au foyer, et ils se séparent en juin 1948. Elle déménage à Rome et commence une carrière d'actrice de cinéma. Son mariage est annulé en 1950, et elle peut épouser à Londres le danseur Harold Nicholas (en), dont elle divorcera en bons termes quelques mois plus tard, ne supportant pas les réactions hostiles que cette union interraciale provoque autour d'eux. 
Comme actrice, elle commence avec un petit rôle dans la comédie Accidenti alla guerra!... de Giorgio Simonelli. Elle apparaît par la suite dans plusieurs productions italiennes au cours des années 1950, jouant aux côtés des meilleurs acteurs et actrices de l'époque, comme Marcello Mastroianni, Gina Lollobrigida, Aldo Fabrizi, Nino Taranto, Isa Barzizza ou Walter Chiari et ce pour les réalisateurs les plus populaires du moment, comme Mario Monicelli, Steno, Giuseppe Guarino, Claudio Gora, Mario Mattoli ou Max Neufeld. En 1953, elle joue dans l'épisode Lysistrata du film à sketches Destinées réalisé par le Français Christian-Jaque.
De par sa grande taille de 1,83 m, elle forme un couple particulièrement comique avec Totò (1,63 m) dans Où est la liberté ? de Roberto Rossellini, l'un de ses meilleurs rôles.
Elle cesse de tourner en Italie en 1956 et s'installe aux États-Unis sous le nom de Comtesse Nyta De Chvalkovský, bien qu'elle n'ait aucun titre de noblesse. Elle joue une dernière fois au cinéma dans un film vénézuélien de 1959, Yo y las mujeres (« Moi et les femmes »). Avec ses nouveaux pseudonymes de "La Contessa Nyta De Chvalkovský" ou de Nyta Doval, elle apparaît dans des talks-shows à la télévision américaine et tourne comme danseuse et chanteuse pour divers artistes du monde de la musique, notamment Frank Sinatra. Elle se remarie le 13 mars 1997 avec le chanteur David Scism.  
Elle décède des suites d'un cancer à Fort Lauderdale en 1998 à l'âge de 70 ans.

## Filmographie

### Au cinéma
- 1948 : Harem nazi (Accidenti alla guerra!...) de Giorgio Simonelli : Margaret
- 1949 : Le due madonne d'Enzo Di Gianni et Giorgio Simonelli
- 1949 : Monastero di Santa Chiara de Mario Sequi
- 1949 : Romanticismo de Clemente Fracassi
- 1950 : Femmes sans nom (Donne senza nome) de Géza von Radványi
- 1950 : Au diable la célébrité (Al diavolo la celebrità) de Mario Monicelli et Steno
- 1950 : Je suis de la revue (Botta e riposta) de Mario Soldati
- 1950 : È arrivato il cavalierede Mario Monicelli et Steno
- 1950 : Libera uscita de Duilio Coletti
- 1950 : Dans les coulisses (Vita da cani) de Mario Monicelli et Steno
- 1951 : Les nôtres arrivent (Arrivano i nostri) de Mario Mattoli
- 1951 : Quelles drôles de nuits (Era lui... sì! sì!) de Marino Girolami, Marcello Marchesi et Vittorio Metz
- 1951 : La famiglia Passaguai d'Aldo Fabrizi
- 1951 : Ha fatto 13 de Carlo Manzoni
- 1951 : Il caimano del Piave de Giorgio Bianchi
- 1951 : Porca miseria de Giorgio Bianchi
- 1952 : Abracadabra de Max Neufeld
- 1952 : Addio, figlio mio! de Giuseppe Guarino
- 1952 : La Reine de Saba (La regina di Saba) de Pietro Francisci
- 1952 : Pentimento d'Enzo Di Gianni
- 1952 : Viva il cinema! de Giorgio Baldaccini et Enzo Trapani
- 1953 : La Fièvre de vivre (Febbre di vivere) de Claudio Gora
- 1953 : Destinées de Christian-Jaque
- 1953 : Pattes de velours (L'incantevole nemica) de Claudio Gora
- 1953 : Viva la rivista! d'Enzo Trapani
- 1954 : Où est la liberté ? (Dov'è la libertà ?) de Roberto Rossellini
- 1954 : Mai ti scorderò de Giuseppe Guarino
- 1955 : Les Révoltés (Il mantello rosso) de Giuseppe Maria Scotese
- 1955 : Processo all'amore de Vincenzo Liberti
- 1956 : Ore 10: lezione di canto de Marino Girolami
- 1959 : Yo y las mujeres de Giuseppe Maria Scotese

## Discographie
Elle a enregistré quatre chansons chantées dans un français parfait : Dans la vie, Viens au creux de mon épaule, Le Rififi, Embrasse-moi bien, accompagnée par Len Mercer (en) et son orchestre. Music (Italie), 45 tours EP, EPM 10011, 1959.